# Weikersdorf am Steinfelde
Weikersdorf am Steinfelde osztrák község Alsó-Ausztria Bécsújhelyvidéki járásában. 2020 januárjában 1068 lakosa volt. 

## Elhelyezkedése

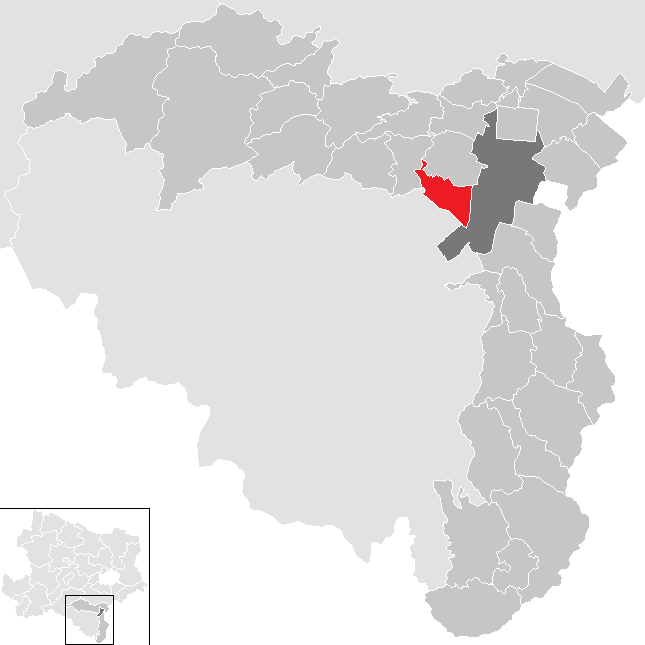
Weikersdorf am Steinfelde a Bécsújhelyvidéki járásban

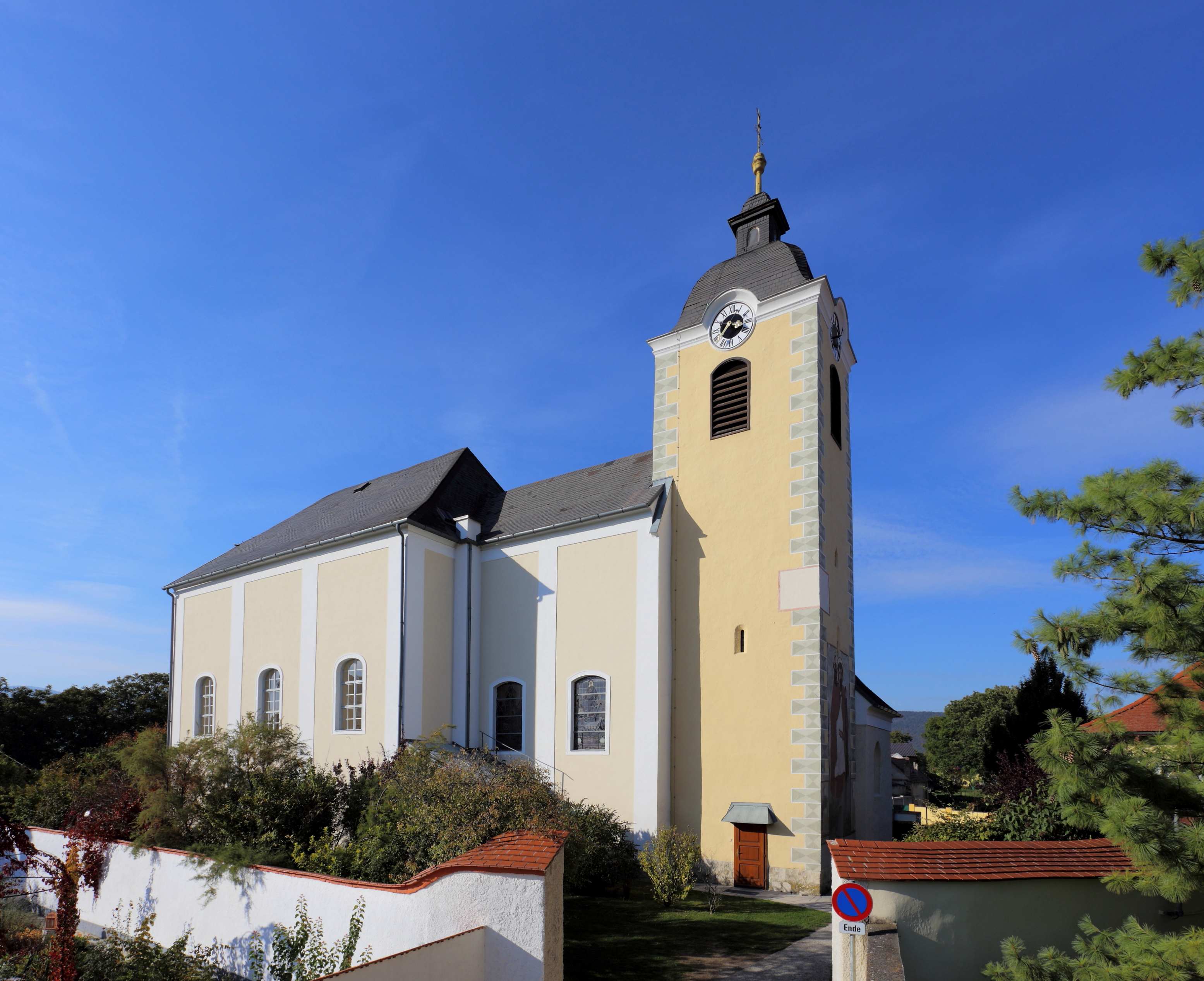
A Szt. Jakab-plébániatemplom

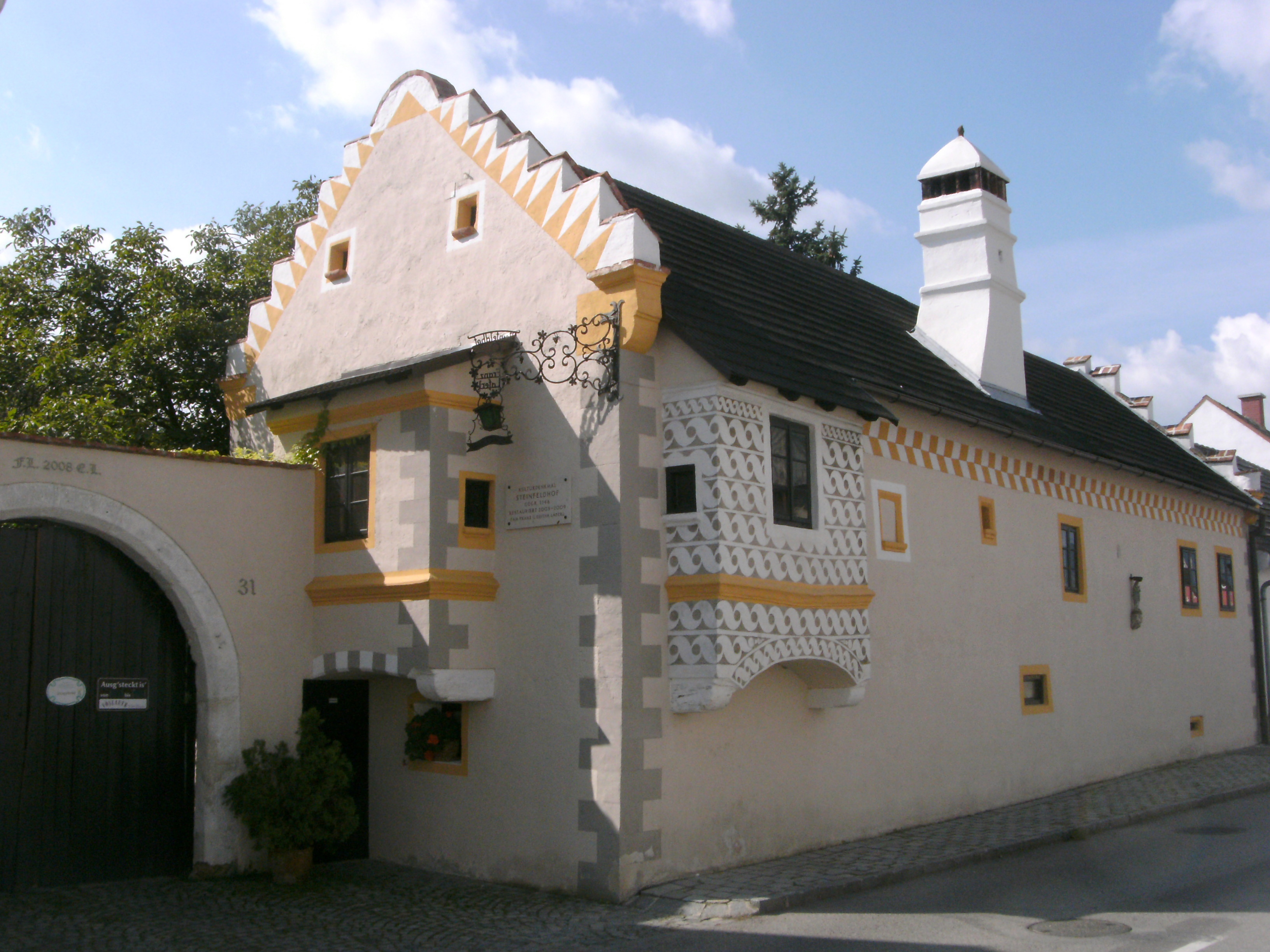
A Steinfeldhof

Weikersdorf am Steinfelde a tartomány Industrieviertel régiójában fekszik a Bécsi-medence délnyugati részén, a Steinfeld-síkságon, a Frauenbach patak mentén. Területének 46%-a erdő, 43,1% áll mezőgazdasági művelés alatt. 
A környező önkormányzatok: északnyugatra Winzendorf-Muthmannsdorf, északra Bad Fischau-Brunn, keletre Bécsújhely, délnyugatra Sankt Egyden am Steinfeld. 

## Története
Weikersdorfot először 1146-ban említik, amikor egy bizonyos Heinrich von Dunkelstein itteni birtokait a reini cisztercita apátságnak adományozta. 1251-ben Otto von Emmersberg erdő és bányaadományai tovább bővítették az apátság itteni birtokát, amelynek kezelésére 1395-ben különálló ispánságot létesítettek. 1493-ban a weikersdorfiak megtagadták a tizedfizetést a bécsújhelyi Mária-templomnak, ezért kitiltották őket onnan. 1558-ban a környező földesurak zaklatásai miatt a kolostor  eladta itteni érdekeltségeit a stixensteini uradalomnak. 1590-ben a falu 91 házból állt és 9 nagybirtokos osztozott a földjein. 1532-ben, illetve 1642-1647 között a jobbágyokat kivezényelték Bécsújhely erődítményeit reparálni. Bécs 1683-as ostromakor a weikersdorfiak a városba vagy Starhemberg várába menekültek a portyázó törökök elől, akik viszont kifosztották a falut és egy ház kivételével porig égették. 1703-ban Rákóczi kurucai dúlták fel Weikersdorfot. A napóleoni háborúk során francia, majd orosz csapatokat kvártélyoztak el a településen. 
AZ 1848-as forradalom után eltörölték a feudális birtokrendszert és megalakultak az önkormányzatok; Weikersdorfban erre 1854-ben került sor. A falunak ekkor 620 lakója volt és 85 házból állt. 1865-ben a község átvette az egyházi iskolát, 1874-ben önkéntes tűzoltóegylet alakult. 1897-ben a Bad Fischau-Puchberg vasútvonal megépültével Weikersdorf is bekerült a vasúti hálózatba. Az első világháborúban 15, a másodikban pedig 47 weikersdorfi esett el. A szovjet csapatok 1945. április 2-án foglalták el a falut ellenállás nélkül, ennek ellenére a megszállásnak 7 civil áldozata volt.

## Lakosság
A Weikersdorf am Steinfelde-i önkormányzat területén 2020 januárjában 1068 fő élt. A lakosságszám 1951 óta gyarapodó tendenciát mutat. 2018-ban az ittlakók 95,9%-a volt osztrák állampolgár; a külföldiek közül 0,9% a régi (2004 előtti), 1,4% az új EU-tagállamokból érkezett. 1,5% a volt Jugoszlávia (Szlovénia és Horvátország nélkül) vagy Törökország, 0,2% egyéb országok polgára volt. 2001-ben a lakosok 89,7%-a római katolikusnak, 1,2% evangélikusnak, 2,7% mohamedánnak, 4,8% pedig felekezeten kívülinek vallotta magát. Ugyanekkor 5 magyar élt a községben; a legnagyobb nemzetiségi csoportot a németek (94,9%) mellett a törökök alkották 2,4%-kal. 
A népesség változása:

| 2016 | 1 068 |
| 2018 | 1 066 |

## Látnivalók
- a Szt. Jakab-plébániatemplom
- az 1707-es katolikus plébánia
- a Steinfeldhof az apátság épülete volt, eredetileg 1146-ban építették. Mai, késő gótikus formáját a 16. században nyerte el.
- az 1713-ban emelt Szt. Sebestyén-oszlop

## Fordítás
- Ez a szócikk részben vagy egészben  a   Weikersdorf am Steinfelde című német Wikipédia-szócikk ezen változatának fordításán alapul.  Az eredeti cikk szerkesztőit annak laptörténete sorolja fel. Ez a jelzés csupán a megfogalmazás eredetét és a szerzői jogokat jelzi, nem szolgál a cikkben szereplő információk forrásmegjelöléseként.